# スピン (パブリック・リレーションズ)
スピン（英語: spin）とは、パブリック・リレーションズ（PR）において、特定の人に有利になるような、非常に偏った事件や事態の描写を意味する、通常皮肉のこもった言葉である。日本では「スピン報道」とも。
従来のパブリック・リレーションズが事実の創造的な表現に頼るのに対し、「スピン」は（必ずというわけではないが）しばしば、不誠実で人を欺くような高度に操作的なかけひきを含意している。政治家はスピンについて政敵から非難されることが多い。
クリケットのスピンボール投手は、ボールを空中で曲げたり、有利な方向にバウンドさせたりするために、投球中にボールにスピンをかけることがあるが、この用語は、そのような球技から借用されたものである。
「スピン」と記者会見（特に政府記者会見）には密接な関係があるので、記者会見が行われる部屋のことをスピン・ルームと呼ぶことがある。

## テクニック
スピンのテクニックには、以下のようなものがある。
- 恣意的な引用、チェリー・ピッキング（自分の見解を支持する証拠を選択的に提示すること）
- 事実の選択的な援用
- 対立相手のアイディアをいち早く入手して、相手が発表する前に自分のアイディアとして発表
- 間接的な否定（論理的には否定していないが、印象としては否定的な印象を与えるような発言のこと）
- 立証されていない事実を前提とする論法
- 婉曲表現による論点のすり替えや強調

他にも、悪いニュースの公表を遅らせて、より重要もしくは良いニュースや事件の陰に隠れて目立たないようにするテクニックもある。アメリカ同時多発テロが発生した2001年9月11日にイギリスの政府広報担当者ジョー・ムーアが送信した電子メールの中で、「今日は、葬り去りたいニュースを発表するには絶好の日だ」と書いたのも、このテクニックに言及した有名な例である。この電子メールがマスコミに報じられたときに起きた騒動は、最終的に彼女を辞任に追い込んだ。

## スピン・ドクター
スピンの実践に熟練した者のことを、スピン・ドクター（spin doctor）と呼ぶことがある。おそらく、「スピン・ドクター」と呼ばれることの多いイギリス人の中で最も有名なのは、1994 - 2003 年にトニー・ブレア政権の広報活動に携わり、さらに、2005年のラグビーのニュージーランド・ツアーで、ブリティッシュ・アンド・アイリッシュ・ライオンズの広報担当として論争の的となった、アリスター・キャンベルであろう。また、同じくブレア側近のピーター・マンデルソンや、ブラウン側近のチャーリー・ウェランも労働党のスピン・ドクターとして認知されている。